# Ficus mutabilis
Ficus mutabilis là một loài thực vật thuộc họ Moraceae. Đây là loài đặc hữu của New Caledonia.